# Athos Bulcão
Athos Bulcão (Río de Janeiro - Río de Janeiro -  2 de julio de 1918, Brasília - Distrito Federal - 31 de julio de 2008) fue pintor, escultor, dibujante y artista brasileño.

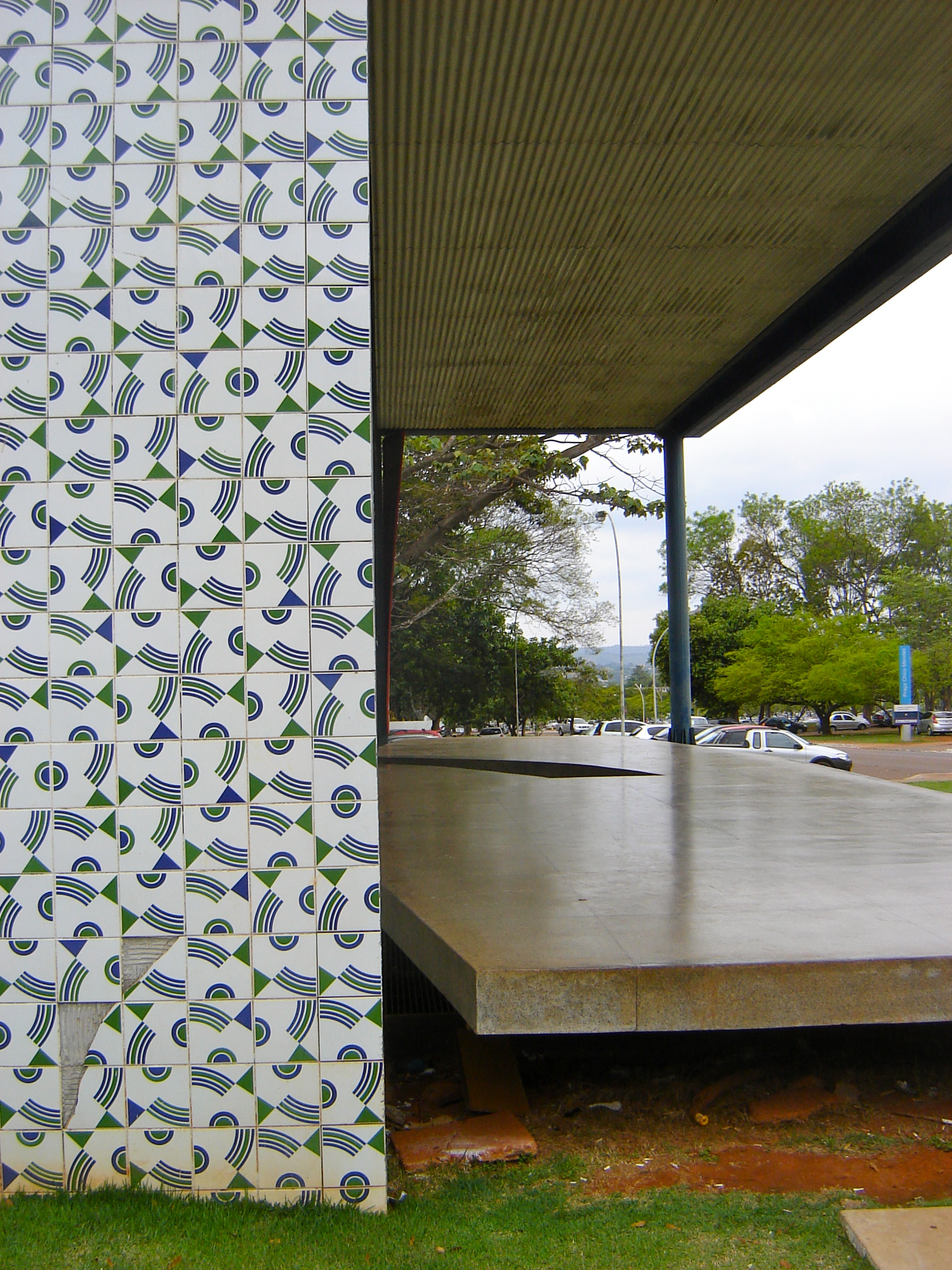
Mosaico de azulejos diseñado por Bulcão en el Instituto de Artes de la Universidad de Brasilia, Brasil.

## Niñez
Nació en el barrio carioca de Catete, en la zona sur de Río de Janeiro, pero pasó gran parte de su niñez en Teresópolis. Su madre, María Antonieta da Fonseca Bulcão, murió a causa de un enfisema pulmonar cuando él tenía 5 años, entonces, su padre, un gran entusiasta de la siderurgia, llamado Fortunato Bulcão, lo crio con la ayuda de los hermanos mayores de Athos (Jayme, Mariazinha y Dalila). 
Era muy tímido y evitaba salir de casa, a causa de eso, él mezclaba fantasía y realidad. Sin embargo, ya había interés por el arte en su familia. Sus hermanas iban frecuentemente al teatro, al salón de artes, a los espectáculos de las compañías extranjeras, a la ópera y a la comedia francesa.

## Carrera
Athos siempre fue creativo, pero la primera carrera que eligió fue otra: la medicina. Desistió del curso en 1939 para dedicarse a las artes visuales. Sin embargo, llegó a las artes por una serie de accidentales lances del azar y de un conjunto de amistades en el mundo de las artes. Su padre era amigo personal de Monteiro Lobato, uno de los más grandes críticos de los cambios de las artes en la época. Así, luego conoció al escritor Murilo Mendes, y a causa de él, también conoció a la pareja Viera da Silva y Arpad Szenes. Aún, se puede citar, como amigos de Athos Bulcão, modernistas importantes como Carlos Scliar, Jorge Amado, Milton Dacosta, Vinicius de Moraes, Fernando Sabino, Ceschiatti, Manuel Bandeira, Pancetti y Enrico Bianco, que lo ha presentado a Burle Marx, otro nombre importante de la construcción de Brasília. 
Su primera exposición individual ocurrió en 1944, durante la inauguración de la sede del Instituto de Arquitectos de Brasil, en su ciudad natal. En el año siguiente, 1945, Athos trabajó como asistente de Cândido Portinari (1903 - 1962)  en el mural de San Francisco de Asís de la Iglesia de Pampulha, en Belo Horizonte. Muy pronto se mudó a París, donde vivió hasta 1949 con una beca concedida por el gobierno francés. En Francia, él realizó cursos de dibujo en la Académie de La Grande Chaumière y de litografía en el taller de Jean Pons.  
Así que volvió a Río de Janeiro, empezó a trabajar con ilustraciones de libros y revistas, fotomontajes y con escenarios para el teatro. Cuando se integra a la Compañía Urbanizadora de la Nueva Capital - Novacap, en 1952, empieza a colaborar en proyectos del arquitecto Oscar Niemeyer (1907 - 2012) en Francia, Italia y Argelia. Athos siguió trabajando así hasta 1958, cuando ocurrió el gran cambio de su carrera y él acabó mudándose a Brasília para trabajar en proyectos de la construcción de la nueva capital brasileña. 
Allí, su arte encuentra eco en la arquitectura de Niemeyer y es imposible imaginar los edificios de la ciudad sin la geometría y los colores de los paneles de azulejos y vidrieras para la Iglesia de Nuestra Señora de Fátima, del Palacio Itamaraty y los relieves para el Memorial de América Latina, en São Paulo.
Durante los años 60, él estableció una colaboración con el arquitecto João Filgueiras Lima, cuyas obras eventualmente presentan murales creados por Athos. 
Por el conjunto de sus obras recibió varios premios y condecoraciones, como la Orden de Mérito Cultura, recibida en 1995 por el Ministerio de Cultura. 
El artista vivió en la ciudad que ayudó a crear hasta su muerte, en 2008. Su legado está esparcido por los principales edificios de la capital brasileña y su memoria es preservada por la fundación que lleva su nombre, la Fundación Athos Bulcão (creada en 1992 y hasta hoy tiene su sede en Brasilia).
La trayectoria artística de Athos Bulcão es especialmente consagrada por el público en general. No solamente por las personas que frecuentan museos y galerías, también por las que entran en contacto accidental con sus obras cuando camina por la ciudad. Como dice el arquitecto y amigo personal de Athos, João Filgueiras Lima, el 'Lele': "¿Cómo imaginar el Teatro Nacional sin los relieves admirables que cubren las paredes del edificio, o el espacio magnífico del salón de Itamaraty sin sus cielos de colores?". Pues, imposible. Athos es el artista de Brasília.

## Obras
Athos ha dejado su marca en Brasilia con murales em varios edificios: 
1. Brasilia Palace Hotel – SHTN, Trecho 1, Lote 1, Brasília
2. Igrejinha Nossa Senhora de Fátima — 307/308 Sur, Brasília
3. Parque da Cidade Sarah Kubitschek, Brasília
4. Torre de TV, Brasília
5. Teatro Nacional Cláudio Santoro (relieve externo), Brasília
6. Universidade de Brasília (Instituto de Artes), Brasília
7. Escola Classe 407 Norte, Brasília
8. Escola Classe 316 Sur, Brasília
9. Mercado das Flores — 916 Sur, Brasília
10. Hospital Sarah Kubitschek, Brasília
11. Gran' Circo Lar, Brasília
12. Palácio da Alvorada (pintura del techo de la capilla), Brasília
13. Escola Francesa de Brasilia (azulejos), Brasília
14. Aeroporto Internacional de Brasília Presidente Juscelino Kubstichek (azulejos de la sala de embarque del terminal de pasajeros 1), Brasília
15. Congresso Nacional, Brasília
16. Quartel General do Exército, Brasília – DF, Brasil (Arquitecto Oscar Niemeyer)

## Fundación Athos Bulcão
La fundación fue creada el 18 de diciembre de 1992 y actúa en la promoción, documentación, preservación, investigación y difusión de la obra de Athos Bulcão, además de comercializar múltiples productos de su obra. La institución, con sede en Brasilia, también desarrolla importantes proyectos en el área de arte-educación, comunicación y movilización juvenil. 

## Muerte
Murió en 2008, a los 90 años, en el Hospital Sarah Kubitschek de Asa Sur, en Brasília, debido a complicaciones del Parkinson. 

## Río 2016
En la ceremonia de apertura de los Juegos Olímpicos Río 2016, Athos Bulcão fue homenajeado durante la tradicional cuenta regresiva. A cada segundo del contaje, los voluntarios formaban obras conocidas del artista plástico. 